# Lacave (Lot)
Lacave é uma comuna francesa na região administrativa da Occitânia, no departamento de Lot. Estende-se por uma área de 21.19 km², e possui 259 habitantes, segundo o censo de 2018, com uma densidade de 12 hab/km².